# Wa’nyūdō

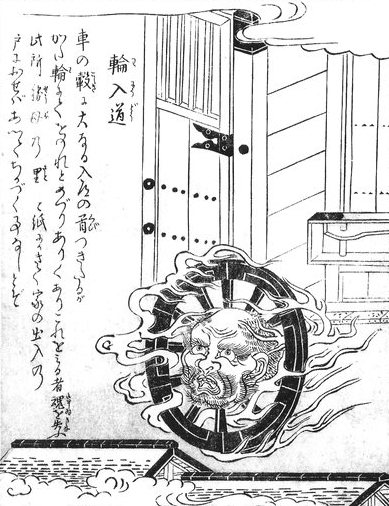
Artystyczne wyobrażenie wa’nyūdō powstałe około 1779 r.

Wa’nyūdō (jap. 輪入道 mnich-koło) – demon z mitologii japońskiej, zaliczany do szerszego grona nadprzyrodzonych bytów zwanych przez Japończyków yōkai. 

## Opis
Przyjmuje formę płonącego koła powozu, w środku którego znajduje się twarz cierpiącego mężczyzny. Według niektórych wierzeń folklorystycznych, jest to potępiona dusza okrutnego daimyō, który za życia zasłynął z tego, że kazał przywiązywać swoje ofiary do wózka zaprzężonego w woły, a następnie ciągnąć je po drodze. Pilnuje wrót do piekła, przemieszczając się tam i z powrotem po drodze między światem ludzkim a podziemiem, strasząc mieszczan, że jeśli za bardzo się zbliżą, posiądzie ich dusze i zabierze je ze sobą do piekła.

## Wa’nyūdō w popkulturze
Postać wa’nyūdō często pojawia się w japońskiej popkulturze, chociażby w mandze Kitarō autorstwa Shigeru Mizukiego, filmie Yōkai daisensō w reżyserii Takashiego Miike, anime, m.in. w Jigoku shōjo i Karasie (gdzie najczęściej przyjmuje „uwspółcześnioną” formę krwawoczerwonego samochodu wyścigowego), czy grach komputerowych.